# Finalement - Storia di una tromba che si innamora di un pianoforte
Finalement - Storia di una tromba che si innamora di un pianoforte (Finalement) è un film del 2024 diretto da Claude Lelouch, seguito spirituale del suo L'avventura è l'avventura (1972).

## Trama
Un avvocato scappa di casa e attraversa la Francia dopo aver scoperto di non poter più mentire.

## Produzione
Lelouch ha basato il protagonista su avvocati come Robert Badinter ed Éric Dupond-Moretti.

## Distribuzione
Il film è stato presentato in anteprima fuori concorso all'81ª Mostra internazionale d'arte cinematografica di Venezia il 2 settembre 2024 ed è stato distribuito nelle sale italiane da Europictures dal 19 settembre, mentre in quelle francesi lo sarà a partire dal 13 novembre 2024.